# Устинов, Виктор Михайлович
Ви́ктор Миха́йлович Усти́нов (1 июля 1958, Ленинград — 25 сентября 2024, Санкт-Петербург) — советский и российский физик. Член-корреспондент РАН (с 2006 года). Ведущий научный сотрудник лаборатории физики полупроводниковых гетероструктур Физико-технического института им. А. Ф. Иоффе РАН. Лауреат Государственной премии РФ (2001).
Главные направления научной деятельности — исследования полупроводниковых гетероструктур с квантовыми точками. Автор свыше 1000 научных публикаций; суммарно его труды процитированы более 25 тыс. раз, индекс Хирша — 67 (данные Elibrary на 2024 год).

## Биография
В 1981 году окончил факультет электронной техники Ленинградского электротехнического института. После окончания университета устроился на работу в Физико-технический институт им. А. Ф. Иоффе.
В 1986 году защитил кандидатскую диссертацию по теме «Электрофизические свойства арсенида галлия, арсенида галлия алюминия и гетероструктур с двумерным электронным газом на их основе, выращенных методом молекулярно-пучковой эпитаксии». В 1999 году присвоена степень доктора наук за работу «Гетероструктуры с квантовыми точками (получение, свойства, лазеры)».
С 1999 года являлся ведущим научным сотрудником лаборатории физики полупроводниковых гетероструктур ФТИ им. А. Ф. Иоффе РАН. С 2004 по 2008 годы занимал должность заместителя председателя по науке Санкт-Петербургского физико-технологического научно-образовательного центра РАН. С 2016 года возглавлял Научно-технологический центр микроэлектроники и субмикронных гетероструктур Российской академии наук.
В 2006 году был избран членом-корреспондентом РАН. В 2023 году вошёл в состав президиума новосозданного Санкт-Петербургского отделения академии.
Под его руководством защищено 4 кандидатских диссертации. Автор и соавтор более 1000 научных работ, из них 1 монографии и 2 патентов РФ.
Скончался 25 сентября 2024 года на 67-м году жизни после тяжёлой болезни.

## Награды
- Лауреат Государственной премии РФ (2001).
- Премия Правительства Санкт-Петербурга «за выдающиеся научные результаты в области науки и техники в 2021 году» в номинации «нанотехнологии — премия им. Ж. И. Алферова» — за цикл работ «Полупроводниковые наногетероструктуры для СВЧ электроники»[4].
- Почётная грамота Президента Российской Федерации (5 февраля 2024 года) — за заслуги в развитии отечественной науки, многолетнюю плодотворную деятельность и в связи с 300-летием со дня основания Российской академии наук[5].